# Candela, Foggia
Candela là một đô thị thuộc tỉnh Foggia của Puglia ở Ý. Đô thị này có diện tích 96 km², dân số 2824 người.
Đô thị này giáp với các đô thị sau: Ascoli Satriano, Deliceto, Melfi, Rocchetta Sant'Antonio, Sant'Agata di Puglia.